# Анти
Анти (лат. Antes) су били позноантички народ, односно племенски савез, који се доселио на северне обале Црног мора из своје прапостојбине у данашњој јужној Украјини између Дњепра и Дона. Највероватније су припадали прасловенским народима.

## Порекло
У свом делу Getica Јорданес помиње три племена истог порекла: Venethi (Венеди), Antes (Анти) и Sclaveni (Словени). По њему су Венеди живели око Висле, Словени између Висле и Дунава, док су Анти живели на истоку, између Дњестра и Дона. Њихов назив, Анти (Antes, Antai), сигурно није словенског порекла, већ им је додељен од других.
Прокопије пише да се Словени и Анти ни по чему не разликују, да имају исте обичаје и истим језиком говоре.
У модерној историји се појављују неслагања са хипотезом о словенском пореклу Анта, па се у обзир узима и могуће иранско, аланско, па чак и германско порекло. Пошто и Јорданес описује Анте и Словене истоветним по обичајима и језику, у модерној историографији се тражи компромис тезом да су Анти првобитно били покорени од иранске владалачке класе, затим су дошли под утицај Гота, и на крају су словенизирани.

## Историја
О Антима имамо веома мало сазнања, а и она су посредна. Њихово прво помињање било је код Јорданеса, који описује како су их у 4. веку Готи поразили и убили њиховог краља Боза. Каснији историчар Прокопије, међутим, описује Анте као примитивне и варварске номаде који нису имали краља, већ су својим лабавим савезом управљали на демократски начин.
Преживевши како готску, тако исто и каснију хунску окупацију, Анти 518. за владе византијског цара Јустина I изводе снажан напад на територију Византије. За владе цара
Јустинијана у тридесетим годинама 6. века Анти у неколико наврата нападају Византију, али их цар поражава и тако стиче надимак Antikos. После тога долази до сукоба Анта и Словена око 540. и касније опет око 580. године.
Веома ослабљени сталним ратовањима Анти 545. постају савезници Византије и на управу добијају напуштени град Турију (Turris) на обали Дунава, уз обавезу да границу дуж дела тока Дунава бране од варвара. Своје уговорне обавезе су редовно испуњавали све док их око 602. нису покорили Авари. Последњи помен Анта налазимо код Теофилакта Симокате који је описивао продор Авара.

## Култура
Претпоставља се да су Анти пре доласка у Турију, исто као и остали Словени без обзира на Прокопијеве наводе, били стално настањени на одређеној територији и да нису били склони сеобама. Из периода њиховог живота у Византији имамо поуздане изворе који их описују као патријархално устројену заједницу подељену по племенима. Из тог времена знамо да су се Анти бавили земљорадњом и сточарством.
Из њихове старе постојбине немамо археолошке налазе који би јасно могли да се припишу Антима, али по месту боравка можемо да верујемо да су припадали тзв. Черњаховској култури.